# 紅廟
22°47′01″N 120°29′48″E / 22.783620°N 120.496764°E
紅廟，舊稱萬人塚、男女壇，是位於屏東縣里港鄉過江村的有應公廟，是祭祀張丙事件中在阿里港閩客械鬥被殺的閩南人。

## 歷史
臺灣清治時期，道光十二年（1832年）十月，燕巢角宿村的許成響應張丙，以「將滅粵民」為號召，呼籲消滅客家人。客家六堆遂推舉曾偉中為「大總理」、監生李定觀為「副總理」，由武洛、高樹、大路關組成右堆中軍，於道光十二年十二月初一（1833年1月21日）進攻阿里港閩南聚落，遭土庫庄閩南人馬力為首抵抗。對此戰爭，鍾壬壽的《六堆客家鄉土誌》記載：「賊被殲達二千餘人，棄屍遍野，合葬於今北門埔萬人堆，即『紅廟』；後來始知其一部分係平民，六堆總部至為歉憾。」
六堆也受清廷處罰，客家進士黃驤雲兩位家丁黃霆三、幸阿双代罪處死、李定觀在西勢忠義祠前處決、曾偉中於押解北京途中被毒死，其他客家人入罪者上百位。
祭祀閩南亡者的祠堂原名「萬人塚」，後來庄民認為此名可能會死傷更多人，遂改稱「男女壇」，之後為與祭祀客家死者的白廟區隔，再改名為「紅廟」。除紅、白兩廟外，瀰濃廣興庄則設立祭祀黃霆三、幸阿双的安樂壇。
紅廟原位於今日的過江村下淡水溪堤防，1923年因容易淹水搬遷至村內。在1999、2000年報導時，當地人對兩廟由來已不清楚，當地長者還以為當時械鬥死亡的閩南籍屍骨葬在白廟後，客籍屍骨埋在紅廟附近。阿里港文化協會收集相關史料，協助編纂里港鄉誌，把紅、白廟列入記載。南二高新化－九如段通車後，里港鄉公所還計畫將此廟、與白廟、里港雙慈宮、藍家古厝等列為里港值得探訪的景點。

## 祭祀
紅廟曾獲清廷贈數十甲土地的祭田，但相傳有村民擔任此廟管理者，家族中就雞犬不寧，所以最初沒有人願意管理，直到臺灣日治時期，日本政府指定藍高全負責，其後就由里港藍家奉祀。

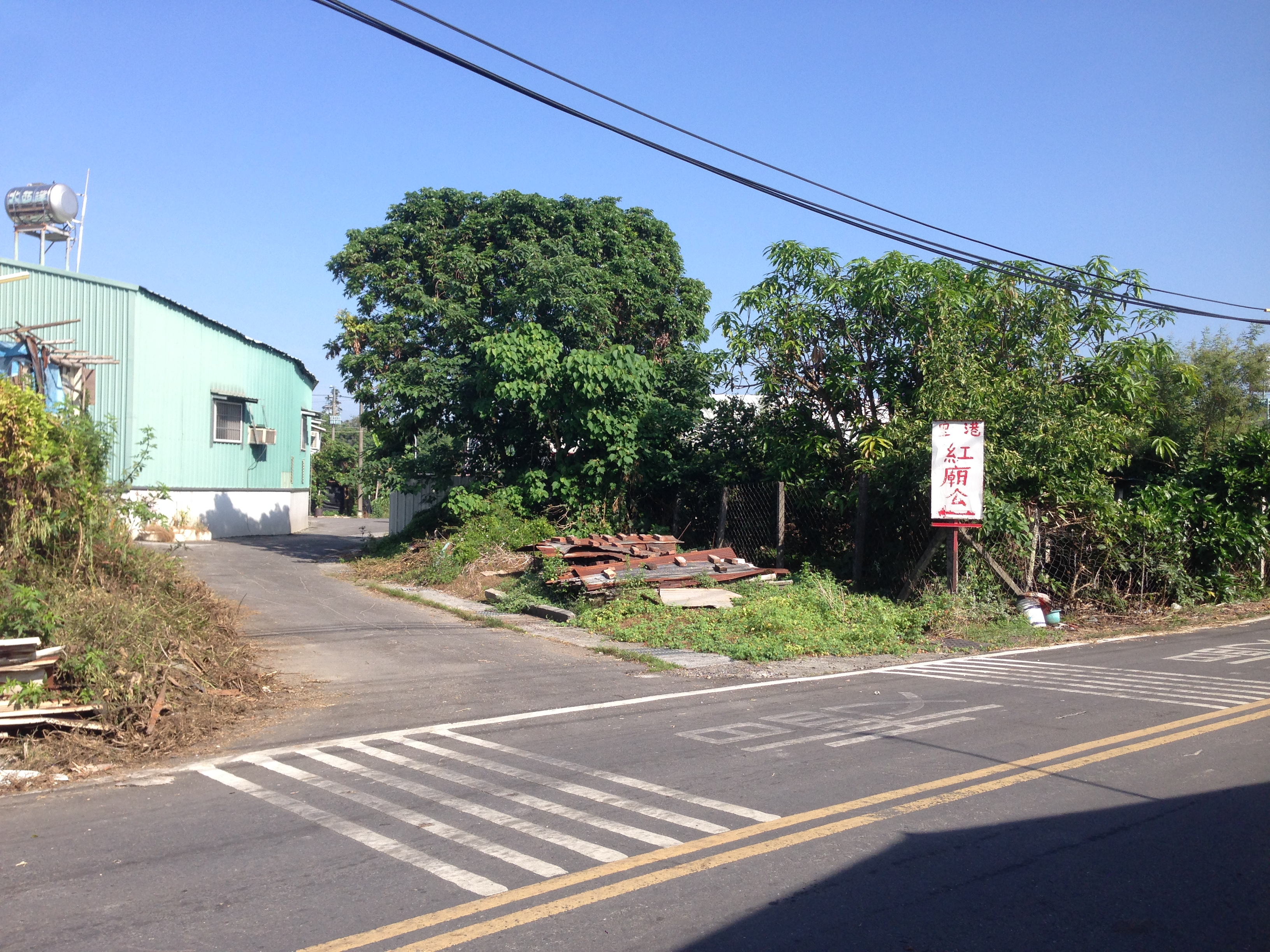
紅廟在過江街巷內的一處廣場[3]。指路牌寫有「紅廟公」。
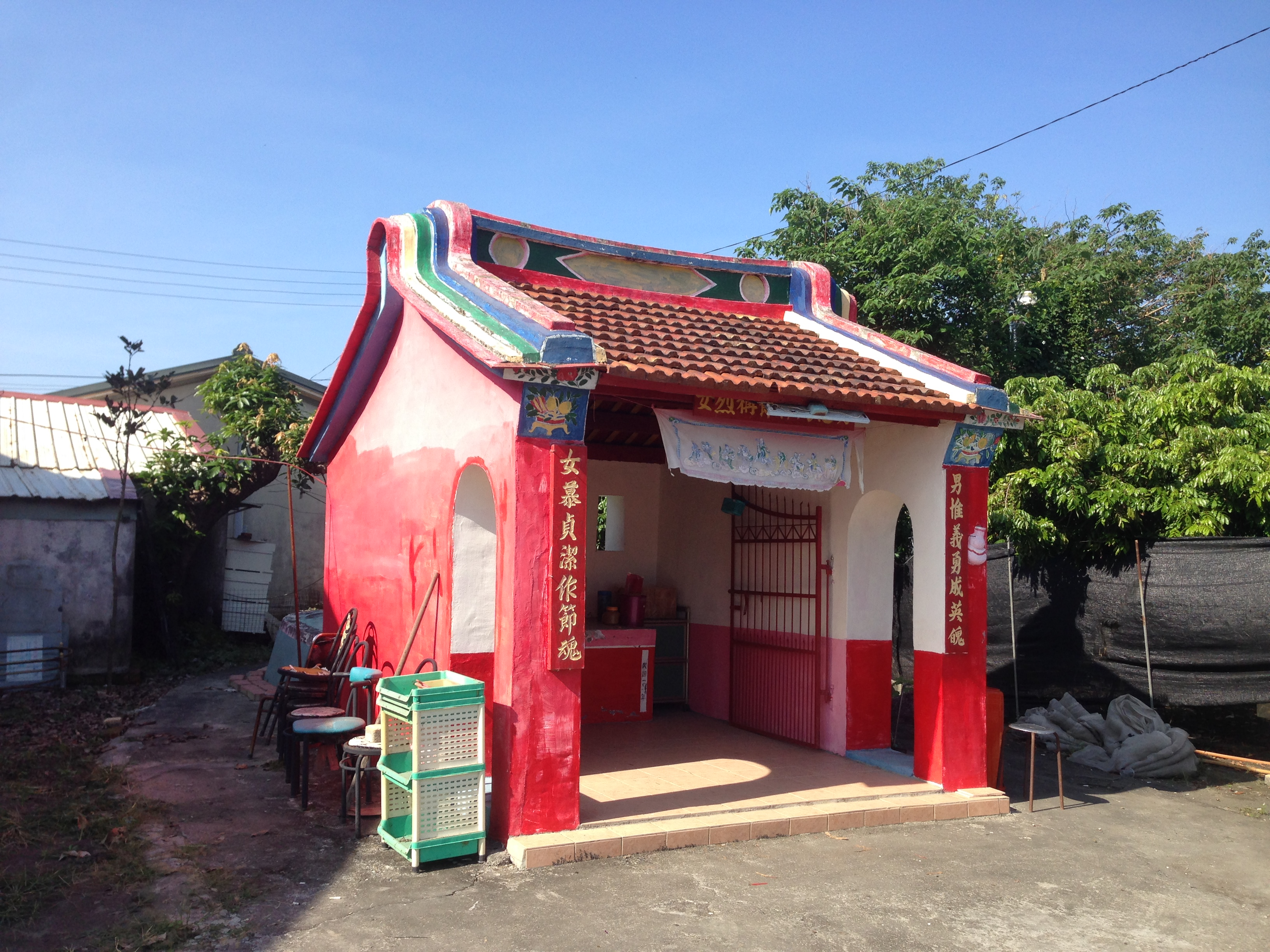
紅廟與白廟外觀其實相差不多，皆以紅色為主調[3]。
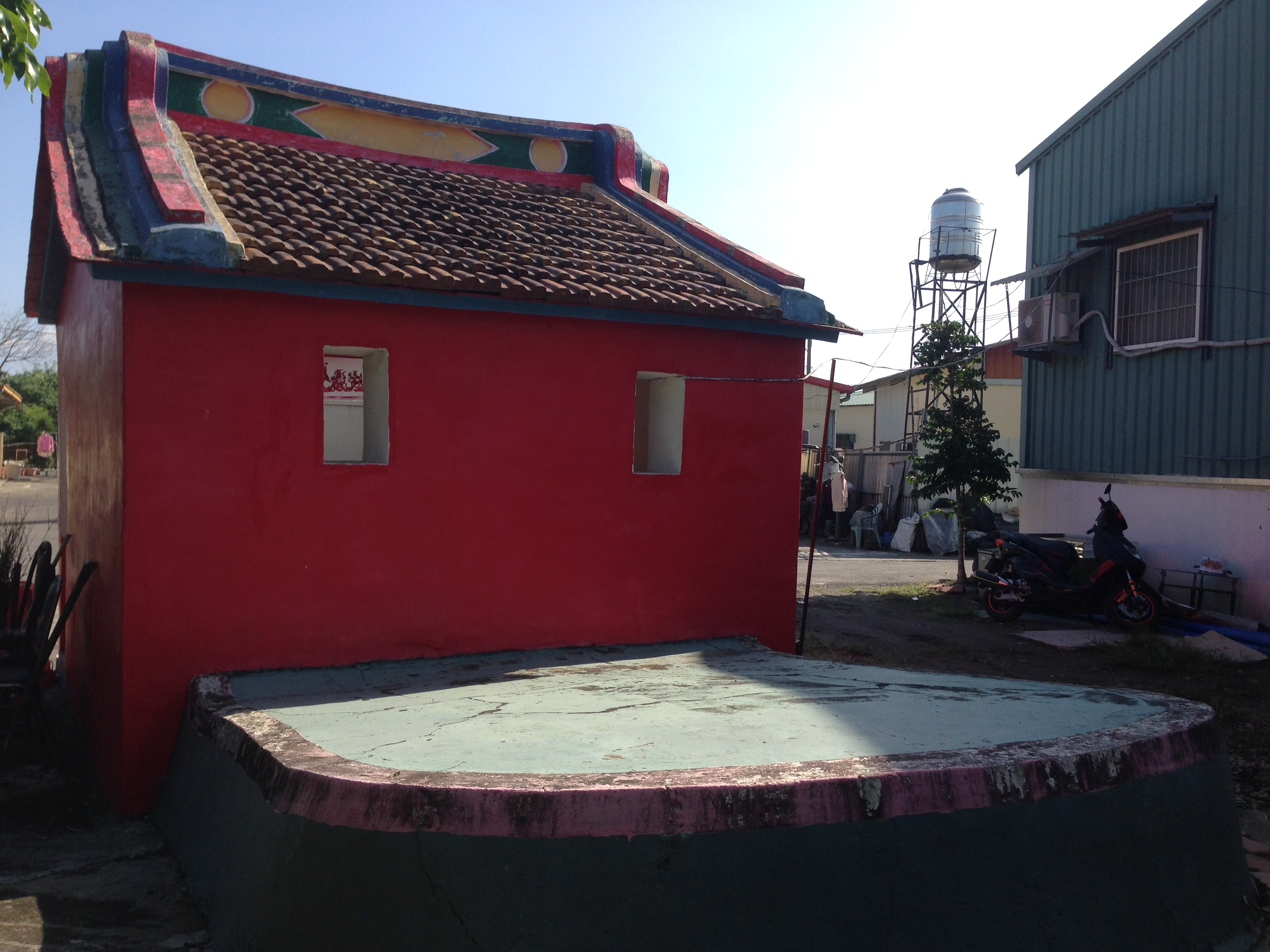
廟後
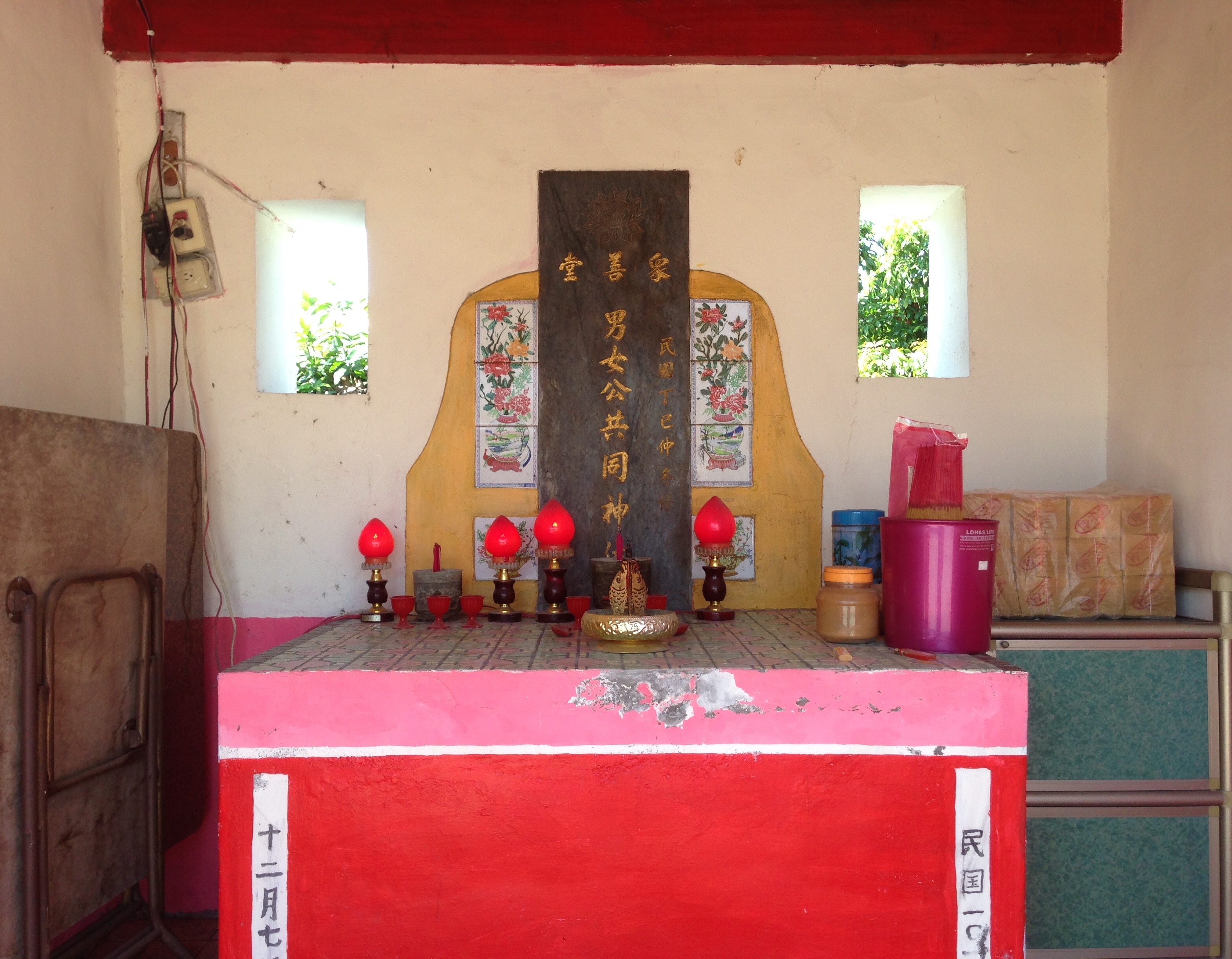
廟內